# Asti
 (juin 2018).
Pour les articles homonymes, voir Asti (homonymie) et Aste.
Asti (en français Aste) est une ville italienne située dans la province du même nom dont elle est le chef-lieu, dans le Piémont.

## Géographie
Asti est située à environ 60 km au sud-est de Turin, dans la vallée du Tanaro.
La ville se trouve dans une zone de collines entre les Langhe et le Montferrat, dans une région réputée pour ses vins.

## Histoire

### De l'Antiquité au haut Moyen Âge
Le peuplement humain existe autour de ce qui est maintenant Asti depuis la période néolithique. Avant leur défaite en 174 av. J.-C. par les Romains, les Ligures, ont dominé la région et le toponyme vient probablement du Ast qui signifie « colline » dans l'ancienne langue ligure.
En -124, les Romains construisent un castrum  fortifié, qui finit par devenir une ville pleine nommé Hasta. En -89, la ville reçoit le statut de colonia, et en 49 celui de Municipe. Asti devient une ville importante, favorisée par sa position stratégique sur la rivière Tanaro et sur la Via Fulvia, qui relie Derthona (Tortona) à Augusta Taurinorum (Turin). D'autres routes relient la ville aux régions que sont aujourd'hui la Suisse et la France.
La ville est cruciale pendant les premières invasions barbares qui se déroulent en Italie au cours de la chute de l'Empire romain d'Occident. En 402, les Wisigoths envahissent le nord de l'Italie et avançaient sur Mediolanum (Milan) qui est la capitale impériale de l'époque. Flavius Honorius, le jeune empereur et résident dans cette ville, incapable d'attendre des renforts promis, est contraint de fuir Milan pour sa sécurité dans la ville d'Arles en Gaule. 
Cependant, juste après que son convoi quitte Milan et traverse le fleuve Pô, son itinéraire de fuite à travers les Alpes est coupé par la cavalerie gothique. Cela le force à se réfugier d'urgence dans la ville de Hasta jusqu'à ce que plus de troupes romaines puissent être rassemblées en Italie. Les Goths placent Hasta en état de siège jusqu'à ce que le général Stilicon, avec des renforts du Rhin, les battent à la bataille de Pollentia. Après cette première défense victorieuse, rendue possible par une ligne massive de murs, Hasta souffre des invasions barbares en Italie après la chute de l'Empire d'Occident, et commence à décliner sur le plan économique.
Dans la seconde moitié du VIe siècle la ville est choisie comme siège pour l'un des 36 duchés qui étaient administrés par les Lombards. Le territoire d'Asti comprend une vaste zone qui s'étend d'Albenga aux Alpes Maritimes. Cela reste ainsi quand l'Italie du Nord est conquise par les Francs en 774, avec le titre de comté.
À la fin de l'époque carolingienne Asti est gouvernée directement par ses évêques, qui sont les principaux propriétaires de la région. Les plus importants sont Audax (904-926) et Bruningus (937-966), qui transfère le siège épiscopal au Castel Vecchio (« vieux château »), où il demeure jusqu'en 1409. L'évêché d'Asti reste une entité puissante et, au XIe siècle, il reçoit des privilèges par l'empereur Henri II du Saint-Empire. Dans la seconde moitié du siècle, l'évêque Otto essaie de résister aux objectifs de la comtesse Adélaïde de Suse, qui endommage la ville à plusieurs reprises. Pendant le règne d'Otto, une commune et ses magistrats sont mentionnés pour la première fois en 1095.

### Le pouvoir de la ville médiévale

#### Essor
Asti est l'une des premières communes libres d'Italie, et en 1140 reçoit le droit de battre monnaie par Conrad II le Salique. Comme la commune, cependant, a commencé à éroder les terres de l'évêque et d'autres notables locaux, celui-ci réclame de l'aide à Frédéric Barberousse, qui se présente sous les murs de la ville avec une grande armée en février 1155. Après un court siège, Asti est prise d'assaut et incendiée. Par la suite Asti adhère à la Ligue lombarde, en 1169, contre l'empereur allemand, mais est de nouveau défaite en 1174. Malgré cela, après la paix de Constance de 1183, la ville obtient de nouveaux privilèges.
Le XIIIe siècle voit l'apogée de la splendeur économique et culturelle d'Asti, parfois entravée par les guerres contre Alba, Alexandrie, la maison de Savoie, Milan (qui assiège la ville en 1230) et le marquis de Montferrat et Saluces. 
La commune a pour but de prendre le contrôle des routes menant vers le nord avec le commerce lucratif avec les ports de Ligurie. Dans cette période, la montée en puissance d'Asti aboutit à des alliances politiques contrastées des partisans des guelfes et des gibelins. Au cours des guerres menées par l'Empereur Frédéric II dans le nord de l'Italie, la ville choisit le camp des gibelins, c’est-à-dire qu’elle soutient l’Empereur. Elle est cependant vaincue par les guelfes d'Alexandrie à Quattordio et Calamandrana, mais les Génois l'aident ensuite à récupérer son pouvoir. 
Après la mort de Frédéric II en 1250, Thomas II de Piémont devient la menace la plus pressante pour Asti, mais celle-ci remporte la victoire contre ce dernier, le 23 février 1255, à la bataille de Montebruno. Ayant été fait prisonnier, il riposte en ordonnant que tous les commerçants d'Asti soient arrêtés en Savoie et en France. Cet épisode fait apparaître dans les villes voisines des inquiétudes face à la puissance excessive acquise par la ville, qui prend Alba et contrôle à la fois Chieri et Turin.
Cela conduit à l'intervention de Charles Ier de Sicile, puis roi de Naples, l'homme le plus puissant d'Italie. Après quelques actions de guérilla, Asti signe un pacte d'alliance avec Pavie, Gênes et Guillaume VII de Montferrat. En 1274, les troupes d'Asti sont défaites à Cossano, mais, le 12 décembre 1275, elles sont victorieuses à la bataille de Roccavione, empêchant chaque tentative de Charles de se développer dans le Piémont. Asti devient alors, dans les années 1290, la ville la plus puissante et riche du Piémont.

#### Déclin
Cependant, les luttes internes, pour le contrôle des entreprises commerciales et bancaires, divise bientôt la ville en factions. La plus importante est celle des banquiers puissants de la famille guelfe des Solaro, qui, en 1314, donne la ville au roi Robert Ier de Naples, petit-fils de Charles Ier. Cela met fin à la République libre d’Asti. 
Cependant, dès le 9 octobre 1339, Jean II de Montferrat est nommé gouverneur d'Asti où il rappelle les gibelins, et expulse les Solaro et leurs assistants. Robert étant mort en 1343, sa petite-fille Jeanne Ire de Naples, qui hérite de ses terres, cherche alors à recouvrer l’entièreté de ce qui lui est dû. Au printemps 1344, elle envoie son sénéchal Reforce d'Agoult et une troupe de provençaux dans ses possessions du nord-ouest de l'Italie afin de mettre fin aux empiètement de Jean II. En 1345, à la bataille de Gamenario, ce dernier bat de nouveau les troupes napolitaines ; il dirige ainsi Asti jusqu'à sa mort, en 1372.  
En 1342, cependant, la menace d’une contre-offensive Solaro conduit les nouveaux dirigeants à se soumettre à Lucien Visconti de Milan. Visconti construit une citadelle et un second anneau de murs pour protéger les bourgs de la ville nouvelle. 
Mais sept ans plus tard, le conseil municipal se soumet à l'autorité de Galéas II Visconti. Valentine Visconti apporte en dot à son époux Louis d'Orléans, frère de Charles VI, les comtés de Vertus et d'Asti, après leur mariage, en 1389.
Ainsi, après son retour de captivité en Angleterre, en 1440, Charles Ier d'Orléans, fils de Louis, réclame le comté d'Asti, au duc de Milan Filippo Maria Visconti, car il lui revient par sa mère. Filippo Maria lui promet de respecter ses droits, mais à sa mort différents prétendants se disputent sa succession et c'est le roi d'Aragon qui hérite de son duché. Un conflit s'engage alors entre les troupes de Charles d'Orléans et celles du duché de Milan qui sont menées par Francesco Sforza qui remporte la victoire de Bosco Marengo le 18 octobre 1448. Cette défaite signe la fin de l'activité politique de Charles d'Orléans.

### La domination française et savoyarde
À l'exception de quelques brèves périodes de domination des Visconti, Montferrat et Sforza, Asti reste sous la domination des Valois-Orléans, puis directement de la couronne française, à la suite de l’accession au trône de Louis XII, en 1498. Le gouvernement de la ville est confié successivement à trois marquis de Saluces, Ludovic II en 1500, Michel-Antoine le 16 mars 1515 et enfin François le 23 novembre 1529.
Cette situation change au début du XVIe siècle, pendant les guerres entre Charles Quint et François Ier. Le comté d’Asti fait partie de la dote prévue pour le mariage entre Claude de France et Charles de Habsbourg, par le traité de Blois, de 1504, qui finalement est cassé par l’assemblée des notables de Tours, en 1506. Cependant, à la suite de la défaite de Pavie (1525), le traité de Madrid (1526) stipule le renoncement français à toute revendication en Italie, dont celles sur le territoire d’Asti ; il attribue Asti à l'Empereur, qui à son tour, la transmet au vice-roi de Naples Charles de Lannoy. Mais la France refuse de ratifier ce traité, et la guerre reprend alors ; Asti résiste victorieusement, la même année, au siège mené par le condottiere Fabrizio Maramaldo. 
Trois ans plus tard, le traité de Cambrai met fin à la septième guerre d'Italie et confirme les dispositions du traité précédent pour l’Italie. Cependant, Charles de Lannoy étant mort, Charles Quint finit par donner le territoire à sa cousine, Béatrice du Portugal (1504-1538), épouse du duc Charles II de Savoie depuis 1521, et crée en 1531 le comté d’Asti. Asti tombe ainsi sous la domination de la maison de Savoie.
Cependant, en 1536, la France envahit le Piémont et l’occupe quasiment totalement jusqu’au traité de Cateau-Cambrésis (1559), qui restitue tous ses territoires au duc de Savoie, Emmanuel-Philibert.
En 1614 et 1615, deux traités y sont signés au sujet de la succession du marquisat de Montferrat. Asti est alors l'un des principaux bastions savoyards face aux invasions extérieures. En 1616, assiégée par le gouverneur espagnol de Milan, elle est défendue par le duc Charles-Emmanuel Ier lui-même. En 1630 et 1631, la ville subit de lourdes pertes dues à la peste, et quelques années plus tard, en 1639, elle est conquise par les Espagnols, bien que la Savoie la récupère en 1643.
En novembre 1703, pendant la guerre de Succession d'Espagne, Asti tombe à nouveau sous domination française avant d'être reconquise deux ans plus tard par Victor-Amédée II. En 1745, les troupes françaises l'occupent une fois de plus. Défendue par 10 bataillons français, la ville est assiégée et prise par les troupes savoyardes l'année suivante.
En 1797, Asti, ravagée par les campagnes militaires continues et par la mauvaise situation économique, se révolte contre le gouvernement de Savoie. Le 28 juillet, la République est proclamée mais ne dure que deux jours. Les chefs révolutionnaires sont arrêtés et exécutés. L'année suivante, la Savoie est expulsée du Piémont par l'armée révolutionnaire française lors des guerres napoléoniennes. Asti est alors occupée par le général Montrichard. Après la victoire de Marengo en 1800, Napoléon visite lui-même Asti le 29 avril 1805, mais il est reçu assez froidement par les citoyens, et la ville est incorporée avec Alexandrie dans le département de Marengo. Après la fin de l'Empire français, Asti retourne au Piémont en 1814, jusqu'à ce que l'Italie s'unifie.

### Depuis l'unification italienne
En 1935, Asti devint chef-lieu de la province homonyme, en se détachant de celle d'Alexandrie.

## Économie
À Asti, deux secteurs économiques sont prédominants, l'agro-alimentaire et la construction de matériaux métalliques pour les infrastructures.
La ville est également le siège de la « Comdata », une société spécialisée dans les services informatiques.

## Culture
Dans la province d'Asti, il se parle un dialecte particulier de la langue piémontaise. Une particularité de ce dialecte est, par exemple, l'utilisation de l'article ou (prononcer « u ») au lieu du piémontais « El » en face de certains noms.

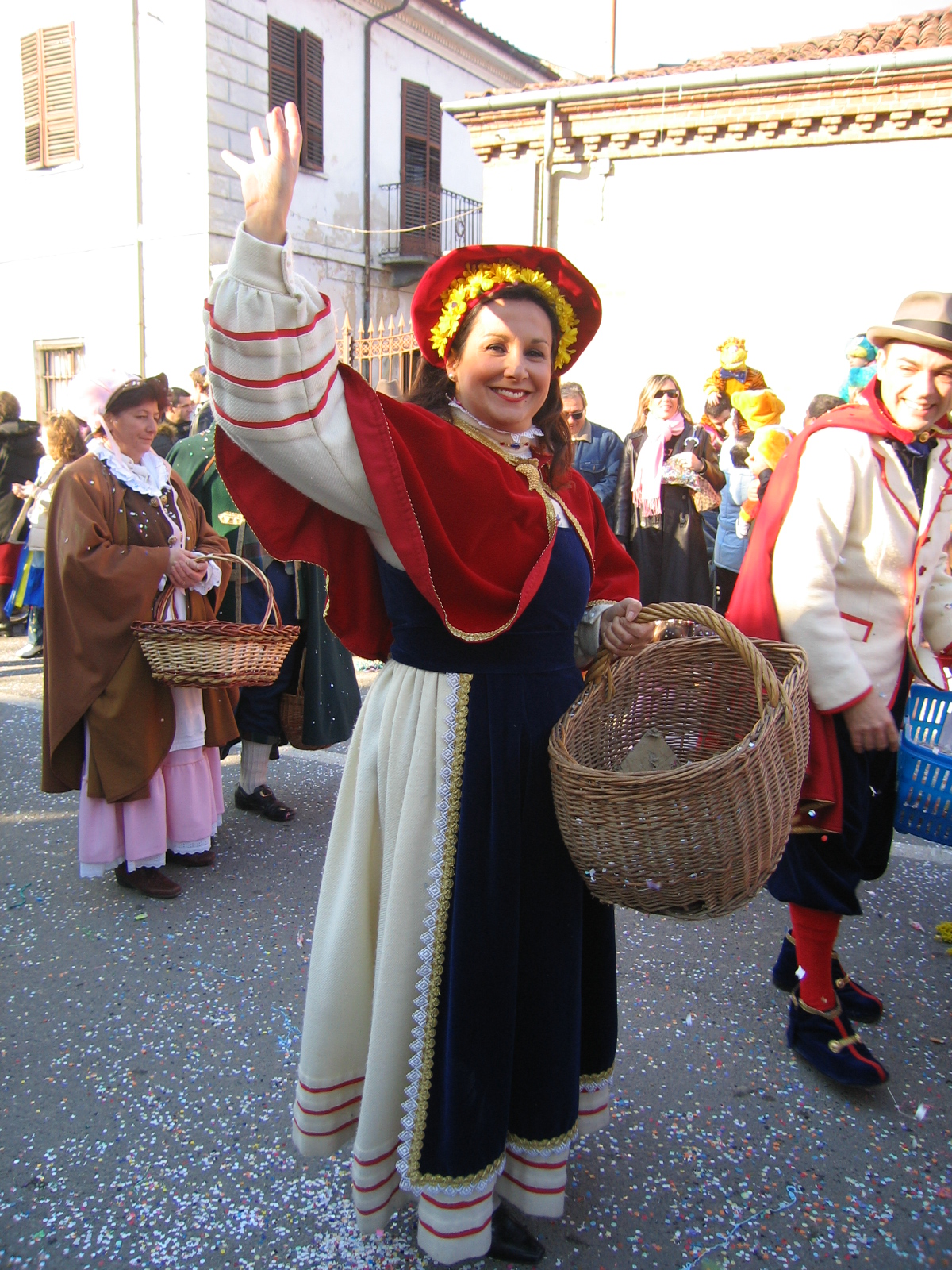
Un costume du carnaval.

En février se déroule le Carnaval d'Asti qui a ses racines dans le XVe siècle où il est décrit par le poète Gian Giorgio Alion.
Dans les années 1960, l'administration de la ville a décidé de reprendre l'organisation carnaval le plus populaire d'Asti, pour évoquer la satire et les coutumes populaires ; Gianduja est un personnage de la tradition carnavalesque originaire d'Asti.
Dans la première semaine de mai a lieu la célébration du saint patron Second d'Asti, après le feu d'artifice du premier lundi de mai, la journée est consacrée à la célébration liturgique, en offrant le Palio. Enfin, le mercredi suivant, a lieu dans le centre historique de la vieille ville un défilé « carolingien » que la tradition fait remonter à une concession de Charlemagne.
En automne, le mois de septembre est caractérisé dans la deuxième semaine par le Festival d'Asti, se terminant par les célébrations du Palio d'Asti dans la troisième semaine, culminant le dimanche avec les vieilles races de chevaux.

### Musées
Quelques musées sont présents dans la ville :
- le musée d'Alfieri, sur la vie du célèbre poète Vittorio Alfieri ;
- le musée d'archéologie et de paléontologie, dans le baptistère de san Pietro in Consavia ;
- les archives historiques dans le Palazzo Mazzola.
- le musée hébraïque ;

## Monuments et patrimoine

Vue de la piazza Roma.

Certaines sections des fortifications de la ville médiévale, les Mura di Asti, demeurent du côté nord de la ville. Les travaux de construction fin du XXe siècle ont mis au jour un pan de mur romain dans le centre de la ville.
La zone située au nord-ouest de la ville, entre le centre et la cathédrale, est très riche en palais médiévaux et en maisons de marchands, dont plusieurs tours monumentales. Asti était connue comme la ville des 100 tours (bien qu'il y en ait 120 au total) dont plusieurs sont encore aujourd'hui dans les murs de la ville. 
- Cattedrale di Santa Maria Assunta, construite au XIIIe siècle sur les bases d'une autre cathédrale, une des plus grandes du Piémont, dans le style romano-gothique. Le clocher monumental est de 1266. La façade est caractérisée par trois portails, surmontés chacun d'une grande rosace. L'intérieur comprend une nef et deux bas-côtés du XVIIIe siècle. Le presbytère a un plancher remarquable en mosaïque, de l'église préexistante. À côté du dernier pilastre de la nef se trouvent deux œuvres d'art du XIVe siècle, le sceau funéraire de l'évêque Baldracco Malabaila et le portrait équestre de Arricino Moneta.

- Église de la Confraternité de Saint-Michel (« Chiesa della Confraternita di San Michele »)
- Collegiata di San Secondo
- Chiesa di Santa Maria Nuova
- Chiesa di Santa Caterina
- Chiesa di San Pietro
- Chiesa di Santa Maria Ausiliatrice
- Chiesa di San Silvestro
- Santuario di Don Bosco
- Chiesa Cristiana Evangelica
- Crypte de Saint Anastase
- Chiesa di San Giacopo
- Palais Alfieri
- Palais Malabaila
- Palais Mazzola
- Palais Ottolenghi
- Palais du Podestat ou de la Commune
- Palazzo Civico
- Domus Romana
- Palais Mazzetti
- Palais Verasis-Asinari
- Palais Zoya
- Synagogue
- Tour Asinari
- Tour Comentina
- Tour et Palais Gazzelli
- Tour De Regibus
- Tour Guttuari
- Tour et Palais Natta
- Tour Quartero
- Tour Rouge
- Tour Solaro
- Tour Troyana

## Fêtes et traditions

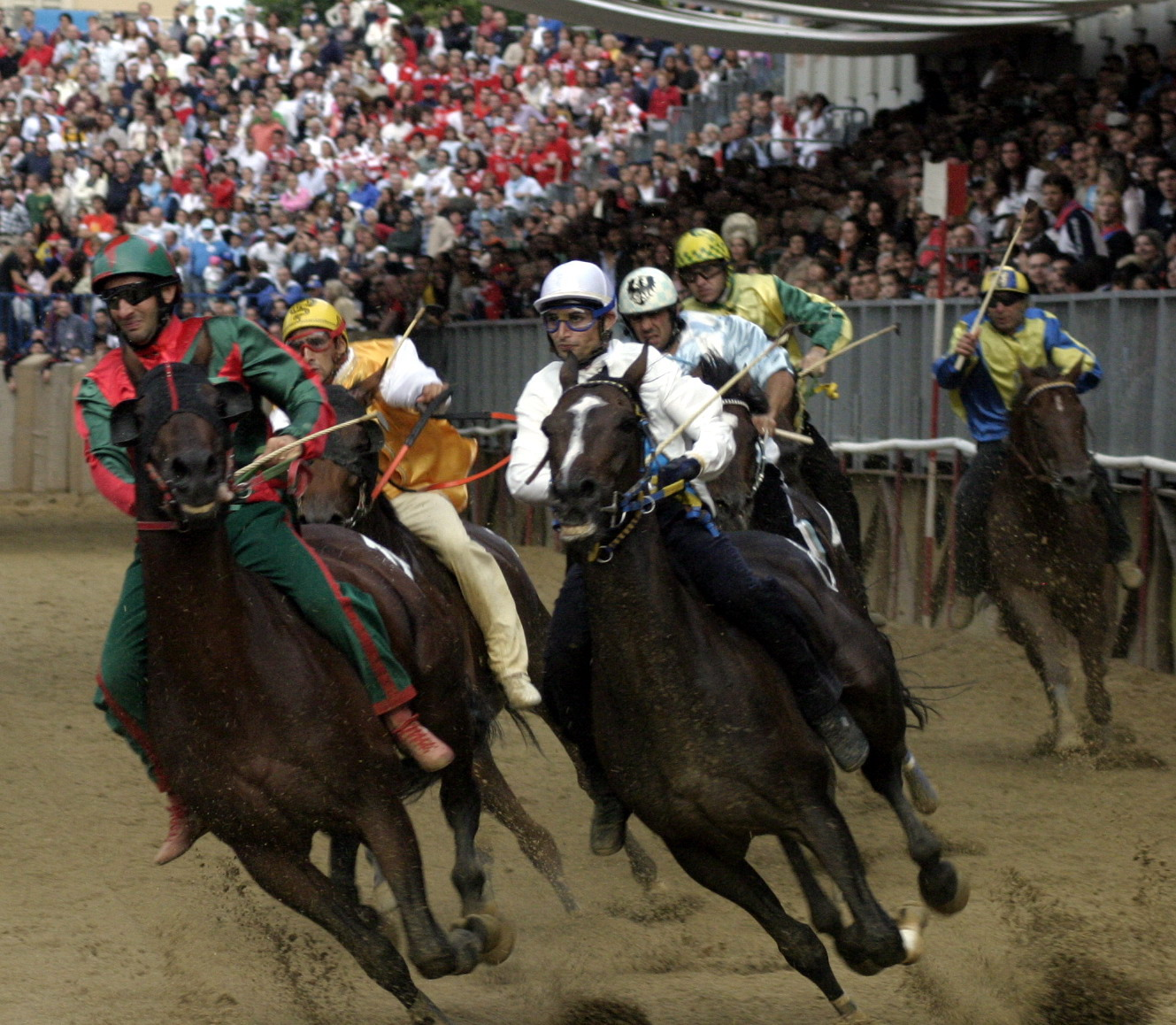
La course du palio.

L'un des événements les plus célèbres qui se tient à Asti est le célèbre Palio di Asti, dans lequel tous les quartiers de la vieille ville, appelée Rioni et Borghi plus les villes voisines concourent dans une course de chevaux à cru. Cet événement rappelle une victoire dans la bataille contre la cité rivale Alba.
Au Moyen Âge après la bataille victorieuse, une course a eu lieu autour des murs d'Alba, à partir de là chaque année à Asti. Le Palio d'Asti est le plus ancien existant en Italie, et dans les temps modernes se déroule dans le triangle de la Piazza Alfieri, il est précédé par une parade médiévale à travers la vieille ville le 3e dimanche de septembre.[pas clair]

## Vins d'Asti
Dans les trois provinces voisines d'Asti, Coni et Alexandrie ainsi que les Langhe et région des collines du Monferrato dans le centre du Piémont, le calcaire et les dépôts de grès fixés par le recul Adriatique quelque 5 millions d'années permet l'élaboration de certains des meilleurs vins rouges d'Italie, plus quelques vins blancs célèbres. La ville d'Asti est au centre de cette zone et est la principale ville de cette région viticole notable.
Une partie de Monferrato située dans la province d'Asti est une zone importante pour la production de vins fins. Le vin le plus célèbre associé à Asti est un vin mousseux, l'Asti Spumante (DOCG). Le nom d'aujourd'hui est généralement abrégé en « Asti » afin d'éviter toute confusion et association avec de nombreux vins de qualité douteuse qui sont étiquetés comme « Spumante ». 
L'Asti est généralement doux et faible en alcool (souvent en dessous de 8 %). Il est fait uniquement à partir du cépage muscat blanc. Outre l'Asti Spumante, le vin le plus célèbre fait à Asti et Monferrato est le vin rouge appelé Barbera.
Bien que la province d'Asti soit devenue célèbre dans le monde grâce à Martini et Rossi, Gancia et Riccadonna qui ont fait des vins commerciaux, la région est maintenant aussi devenue célèbre internationalement pour ses vins rouges classiques tels que Barbera d'Asti, Freisa d'Asti, Grignolino d'Asti, Bonarda et Ruché di Castagnole Monferrato. Ces vins et bien d'autres peuvent être dégustés au cours de la semaine Douja d'Or, exposition de vins qui se tient en même temps que la Palio et Sagre.

## Gastronomie
Asti est aussi célèbre pour son Festival delle Sagre, qui se tient en septembre, une semaine avant le Palio. Pendant le festival, la plupart des villes de la province d'Asti se rencontrent dans un grand carré appelé "Campo del Palio". Elles offrent de la nourriture typique et le vin pour lesquels elles sont connues. Le dimanche de la Sagre toutes les villes concernées mettent en scène un défilé de chars illustrant l'agriculture traditionnelle avec les habitants costumés tout le long des routes pour atteindre Asti.
La province d'Asti est un plaisir pour les gourmets d'octobre à décembre lors de la saison de la truffe blanche ou tartufo bianco.  Plus que ses voisines, Alba est connue pour sa foire aux truffes en octobre. Les meilleures truffes se trouvent autour des collines d'Asti, et chaque week-end, se déroule un festival de truffes locales.

## Administration
| Période                                  | Période      | Identité            | Étiquette | Qualité |
| ---------------------------------------- | ------------ | ------------------- | --------- | ------- |
| 27 juin 1994                             | 7 juin 1998  | Alberto Bianchino   | PDS       |         |
| 7 juin 1998                              | 10 juin 2002 | Luigi Andrea Florio | FI        |         |
| 10 juin 2002                             | 29 mai 2007  | Vittorio Voglino    | LM        |         |
| 29 mai 2007                              | 21 mai 2012  | Giorgio Galvagno    | PdL       |         |
| 22 mai 2012                              | 27 juin 2017 | Fabrizio Brignolo   | PD        |         |
| 27 juin 2017                             | En cours     | Maurizio Rasero     | FI        |         |
| Les données manquantes sont à compléter. |              |                     |           |         |

### Hameaux
Bramairate, Bricco Fassio, Bricco Roasio, Ca' dei coppi, Caniglie, Carretti, Casabianca, Castiglione, Madonna di Viatosto, Mombarone, Mongardino Stazione, Montegrosso, Montemarzo, Poggio d'Asti, Quarto, Quarto superiore, Revignano, Rioscone, San Grato di Sessant, San Marzanotto, San Marzanotto piana, San Vito - poggio, Santo Spirito, Serravalle, Sessant, Stazione Portacomaro, Stazione San Damiano, Torrazzo, Trincere, Vaglierano, Valenzani, Valfea, Valgera, Valle Tanaro, Valle Andona, Valmaggiore, Valmairone, Valmanera, Variglie

### Communes limitrophes
Azzano d'Asti, Baldichieri d'Asti, Calliano, Castagnole Monferrato, Castell'Alfero, Castello di Annone, Celle Enomondo, Chiusano d'Asti, Cinaglio, Cossombrato, Isola d'Asti, Monale, Mongardino, Portacomaro, Refrancore, Revigliasco d'Asti, Rocca d'Arazzo, San Damiano d'Asti, Settime, Tigliole, Vigliano d'Asti

### Évolution démographique
Habitants recensés

## Transports

Le tracé de l'A21.

Asti est située au carrefour des principaux liens entre la Ligurie et le Nord de l'Europe. Les principales voies de communication de la ville sont :
- l'A21 ;
- l'A33 ;
- la Route européenne 70.

## Sport
- En mai 1895, se déroule l'une des premières courses automobiles de l'histoire, un aller-retour de Turin à la Piazza Alfieri.
- le principal club de football, fondé en 1932, est l'Associazione Calcio Asti.
- le Tour d'Italie est arrivé quatre fois dans cette ville  avec les succès de Giuseppe Olmo (1935), Rik Van Looy (1960), Vito Taccone (1963) et Alessandro Petacchi (2003).

## Personnalités nées à Asti

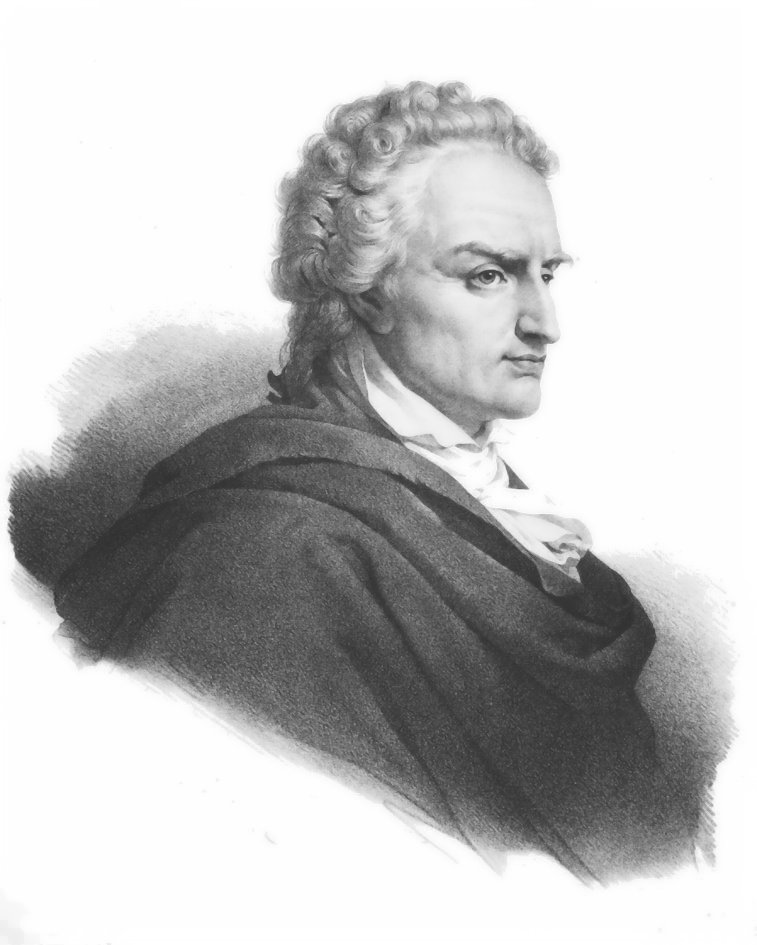
Portrait de Vittorio Alfieri, né dans la ville en 1749.

- Federico Della Valle (1560-1628), dramaturge, poète et écrivain.
- Vittorio Alfieri (1749-1803)
- Manfredo Cagni (1834-1907), général et écrivain
- Carlo Alberto Castigliano, ingénieur et mathématicien, né en 1847
- Séverin Ronga (1857-1931), bijoutier
- Joseph Canta, entrepreneur, né en 1866
- Mikhaïl Tswett, botaniste russe, né en 1872
- Paolo Conte, chanteur, né en 1937
- Giovanni Goria, homme politique, né en 1943
- Giorgio Faletti acteur, écrivain, né en 1950
- Rinaldo Capello, pilote automobile, né en 1964
- Maurizio Lobina, musicien (Eiffel 65), né en 1973
- Fabio Mengozzi, compositeur et pianiste, né en 1980

## Jumelages
- Valence (France) depuis 1966 ;
- Biberach an der Riß (Allemagne) ;
- Ma'alot-Tarshiha (Israël).

## Source de traduction
- (en) Cet article est partiellement ou en totalité issu de l’article de Wikipédia en anglais intitulé « Asti » (voir la liste des auteurs).

- (it) Cet article est partiellement ou en totalité issu de l’article de Wikipédia en italien intitulé « Asti » (voir la liste des auteurs).